# 黄庄乡 (鹰潭市)
黄庄乡，是中华人民共和国江西省鹰潭市余江区下辖的一个乡镇级行政单位。

## 行政区划
黄庄乡下辖以下地区：
吉泉社区、黄庄村、沙湾村、邱坊村、峨门村、兰岭村、马源村、藕塘村和东源村。